# ヴィルベルニエ
ヴィルベルニエ （Villebernier）は、フランス、ペイ・ド・ラ・ロワール地域圏、メーヌ＝エ＝ロワール県のコミューン。

## 地理
ロワール川北岸にあるアンジューのコミューン。アンジェとトゥールの中間にあり、近接するコミューンはアロンヌ、ヴァレンヌ＝シュル＝ロワール、サン・ランベール・デ・レヴェである。ボージョワ地方とソミュロワ地方にまたがって、君主に忠実なコミューンはロワール川のほとりに広がっている。
自衛のため、ロワール谷の住民たちは何世紀にもわたってコミューンの面積全体に接する堤防を築いてきた。大河に注ぐ支流のひとつオシオン川も、野菜が育てられている農地を灌漑している。

## 歴史
ヴィルベルニエは、君主に忠実なコミューンの魅力をつくっている、いくつかの建築の宝を持っている。
ロマネスク様式の教会と、ローネ荘園は、15世紀初頭、1414年にさかのぼることのできる、ルネ・ダンジュー時代の建物である。ノートルダム・デ・ゾー礼拝堂は、その歴史が1843年のロワール川大洪水時にさかのぼる。建物は円形で興味深い。
サン・マンブフと呼ばれる小さな港は、町の上流に1857年につくられた。その場所の端にはかつてサン・マンブフ島があり、ロワールを行く平底船が碇を下していた。

## 人口統計
| 1962年 | 1968年 | 1975年 | 1982年 | 1990年 | 1999年 | 2008年 | 2013年 |
| ------ | ------ | ------ | ------ | ------ | ------ | ------ | ------ |
| 1097   | 1137   | 1162   | 1245   | 1306   | 1349   | 2428   | 1485   |

参照元:1962年から1999年まで人口の2倍カウントなし。1999年までEHESS/Cassini、2004年以降INSEE